# Изофлавоноиды

3-фенилхромен-4-он

3-Фенилхромановый (изофлавановый) скелет изофлаванов.

Изофлавоноиды — класс фенольных соединений флавоноидов, многие из которых являются биологически активными веществами. Изофлавоноиды и их производные иногда называют фитоэстрогенами, поскольку многие из них оказывают свой биологический эффект через взаимодействием с рецептором эстрогена.
В медицине изофлавоноиды и их производные используются в биологических добавках, хотя медицинское и научное сообщество в целом относится к этому скептически. Недавно, было обнаружено, что некоторые природные изофлавоноиды являются токсинами. Сюда в частности относится билиатресон, который может вызывать у новорождённых атрезию желчевыводящих путей.
Изофлавоноиды делятся на следующие подгруппы:
- Изофлавоны
- Изофлавононы
- Изофлаваны
- Изофлавены

Изофлавоноиды образуются из флавоноидов во время биосинтеза на стадии ликвиритигенина или нарингенина.

## Изофлавоноидный скелет
В то время как флавоноиды (в узком смысле) имеют 2-фенилхромен-4-оновый скелет, изофлавоноиды обладают 3-фенилхромен-4-оновым скелетом (химическая формула C15H10O2).